# Cratichneumon demissus
Cratichneumon demissus là một loài tò vò trong họ Ichneumonidae.